# Jourdain
 (février 2024).
La mise en forme du texte ne suit pas les recommandations de Wikipédia : il faut le « wikifier ».
Les points d'amélioration suivants sont les cas les plus fréquents. Le détail des points à revoir est peut-être précisé sur la page de discussion.
- Les titres sont pré-formatés par le logiciel. Ils ne sont ni en capitales, ni en gras.
- Le texte ne doit pas être écrit en capitales (les noms de famille non plus), ni en gras, ni en italique, ni en « petit »…
- Le gras n'est utilisé que pour surligner le titre de l'article dans l'introduction, une seule fois.
- L'italique est rarement utilisé : mots en langue étrangère, titres d'œuvres, noms de bateaux, etc.
- Les citations ne sont pas en italique mais en corps de texte normal. Elles sont entourées par des guillemets français : « et ».
- Les listes à puces sont à éviter, des paragraphes rédigés étant largement préférés. Les tableaux sont à réserver à la présentation de données structurées (résultats, etc.).
- Les appels de note de bas de page (petits chiffres en exposant, introduits par l'outil «  Source ») sont à placer entre la fin de phrase et le point final[comme ça].
- Les liens internes (vers d'autres articles de Wikipédia) sont à choisir avec parcimonie. Créez des liens vers des articles approfondissant le sujet. Les termes génériques sans rapport avec le sujet sont à éviter, ainsi que les répétitions de liens vers un même terme.
- Les liens externes sont à placer uniquement dans une section « Liens externes », à la fin de l'article. Ces liens sont à choisir avec parcimonie suivant les règles définies. Si un lien sert de source à l'article, son insertion dans le texte est à faire par les notes de bas de page.
- La présentation des références doit suivre les conventions bibliographiques. Il est recommandé d'utiliser les modèles {{Ouvrage}}, {{Chapitre}}, {{Article}}, {{Lien web}} et/ou {{Bibliographie}}. Le mode d'édition visuel peut mettre en forme automatiquement les références.
- Insérer une infobox (cadre d'informations à droite) n'est pas obligatoire pour parachever la mise en page.

Pour une aide détaillée, merci de consulter Aide:Wikification.
Si vous pensez que ces points ont été résolus, vous pouvez retirer ce bandeau et améliorer la mise en forme d'un autre article.
Pour les articles homonymes, voir Jourdain (homonymie).
Le Jourdain (en arabe : نهر الأردن, Nahr al-Urdun, qui veut dire descendre, en hébreu ירדן Yarden, mais aussi נהר הירדן, Nehar haYarden qui veut dire la « rivière de la peine, du jugement ») est un fleuve du Moyen-Orient qui s'écoule sur 360 km du mont Hermon au Liban jusqu'à la mer Morte. Sa vallée est la plus basse du monde, puisqu'il se jette dans la mer Morte à l'altitude de 421 mètres sous le niveau des océans. La Jordanie et les hauteurs du Golan bordent le fleuve à l'est, tandis que la Cisjordanie (territoire palestinien occupé) et Israël se trouvent à l'ouest.
Le Jourdain a donné son nom à la Jordanie, à la Cisjordanie et aux villes françaises de L'Isle-Jourdain (Gers) et de L'Isle-Jourdain (Vienne).

## Hydrographie

### Description
Le Jourdain a un cours supérieur qui va depuis ses sources dans les montagnes libanaises, sur le flanc occidental de l'Hermon, jusqu'au lac de Tibériade, et un cours inférieur, au sud du lac de Tibériade, qui va jusqu'à la mer Morte. L'expression vallée du Jourdain est réservée au cours inférieur, alimenté par les fleuves Yarmouk et Nahr ez-Zarqa.
Sur son cours supérieur (alimenté par la rivière Hasbani, la rivière Baniyas, la rivière Dan et le ruisseau Ayoun), la rivière descend depuis Hâsbayâ au Libanrapidement sur une distance de 75 kilomètres jusqu'au lac Houla autrefois grand et marécageux, qui est légèrement au-dessus niveau de la mer. En quittant le lac maintenant très diminué, il traverse une chute encore plus raide sur les 25 kilomètres jusqu'au lac de Tibériade, dans laquelle il pénètre à son extrémité nord. Le Jourdain dépose une grande partie du limon qu'il transporte dans le lac, qu'il laisse à nouveau près de sa pointe sud au barrage de Degania. À cet endroit, la rivière est située à environ 210 mètres sous le niveau de la mer. La dernière section de 120 kilomètres suit ce que l'on appelle communément la « vallée du Jourdain », qui a moins de pente (la chute totale est encore de 210 mètres) de sorte que la rivière serpente avant d'entrer dans la mer Morte, un lac terminal à environ 422 mètres sous le niveau de la mer sans issue. Deux affluents majeurs entrent par l'est au cours de cette dernière section : la rivière Yarmouk et la rivière Nahr ez-Zarqa.
Sa section au nord du lac de Tibériade se trouve à l'intérieur des frontières d'Israël et forme la limite occidentale des hauteurs du Golan. Au sud du lac, il forme la frontière entre Israël et la Jordanie et celle entre la Cisjordanie et la Jordanie.

### Affluents
Les cours d'eau qui se rejoignent pour créer le Jourdain dans son bassin supérieur sont, d'ouest en est :
- Ayoun (hébreu : עיון), nom arabe : pour le cours le plus élevé et براغيث Bareighith ou Beregeith, pour le reste de son cours دردره Dardara, un ruisseau qui coule de la région de Marjayoun au sud du Liban.
- Hasbani (arabe : الحاصباني Hasbani ; hébreu : soit שניר Snir ou Hatzbani), un ruisseau qui coule du pied nord-ouest du mont Hermon au Liban[3],[4], avec un débit de 118 millions de m3 par an[5].
- Dan (en arabe : اللدان Leddan ou Liddan ; en hébreu : דן Dan), le plus grand parmi les affluents du cours supérieur du Jourdain avec environ 240-252 millions de mètres cubes par an, environ deux fois plus que le Hasbani ou le Banias[4],[5], un ruisseau dont la source est également à la base du mont Hermon[6],[4].
- Baniyas (arabe : بانياس Banias , hébreu : soit Banias soit חרמון Hermon)[6],[4], une rivière provenant d'une source au pied du mont Hermon , avec un débit de 106 millions de m3 par an[5], et
  - Wadi el-'Asl ou Assal (arabe) / Nahal Assal (hébreu) comme son principal affluent[4],[7].

Au sud du lac de Tibériade, le Jourdain reçoit les eaux d'autres affluents, dont les principaux, tous deux venant de l'est (de la Jordanie), sont :
- Yarmouk , le plus grand affluent du cours inférieur du Jourdain, qui forme la frontière entre la Syrie et la Jordanie puis la Jordanie et Israël[8],[9]
- Nahr ez-Zarqa[9] le deuxième plus grand affluent du bas Jourdain.

Les plus petits affluents ou « oueds latéraux » / « cours d'eau latéraux » dans ce segment sont, du nord au sud 
- de l'est (6–10 au total)[8]
  - Wadi al-'Arab[9]
  - Oued Ziqlab[9]
  - Wadi al-Yabis[9]
  - Wadi Kafranja[9] ou Kufrinjah passant près de Ajloun
  - Wadi Rajib, le dernier avant Wadi Zarqa[9]
  - Oued Nimrin[9]
- de l'ouest
  - Nahal Yavné'el[9]
  - Nahal Tavor (rivière Tabor)[9]
  - Nahal Yissakhar[9]
  - Nahal Harod[9]
  - Nahal Bezeq, à la frontière entre Israël et la Cisjordanie, entre le mont Gilboa et les montagnes de Samarie[9]
  - Wadi el Maleh depuis les montagnes de Samarie[9]
  - Wadi al-Far'a venant de la région de Naplouse[9]
  - Wadi Auja[9] (arabe) ou Nahal Yitav (hébreu)
  - Wadi Qelt descendant des montagnes de Judée et passant par Jéricho[9]

## Étymologie
Plusieurs hypothèses ont été avancées concernant l'origine de la plupart des noms de la rivière dans les langues modernes (par exemple, Jourdain, Yarden, Urdunn), l'une est que le nom vient du sémitique Yard | on « couler en descendant » <√ירד reflétant la déclivité de la rivière ; la racine apparaît peut-être également dans d'autres noms de rivières de la région tels que Yarkon et Yarmouk, ou peut être liée au mot d'emprunt égyptien «yǝʾor» («grand fleuve», le Nil). Selon cette hypothèse, Den pourrait être lié au mot akkadien dannum qui signifie « puissant ». Des mots apparentés à cette racine se trouvent en araméen , hébreu, et d'autres langues sémitiques. La première utilisation enregistrée du nom apparaît comme Yārdon dans le papyrus Anastasi I, un ancien papyrus égyptien qui date probablement de l'époque de Ramsès II. Les premières chroniques arabes faisaient référence à la rivière sous le nom d'Al-Urdunn.
En mandéen , le terme étymologiquement lié Yardena (mandéen classique : ࡉࡀࡓࡃࡍࡀ) peut se référer non seulement au Jourdain, mais aussi à tout autre plan d'eau qui coule qui peut être utilisé pour les rituels baptismaux mandéens (masbuta).
Après les croisades, le nom arabe Nahr Al Sharieat (arabe : نهر الشريعة), littéralement « l'abreuvoir », a commencé à être utilisé et a été enregistré par des géographes médiévaux tels qu'Abu'l-Fida et Al-Dimashqi. Bien que les sources historiques ne semblent pas faire cette distinction, il est évoqué dans certaines sources modernes comme le nom de la partie de la rivière avant qu'elle ne se jette dans le Lac de Tibériade ou mer de Galilée.

## Aménagements
Depuis 1964, Israël pompe l'eau du Jourdain et l'achemine au moyen d'un canal appelé Aqueduc national jusqu'au désert du Néguev dans le sud du pays. L'utilisation toujours plus intensive de l'eau du Jourdain à des fins d'irrigation par Israël est à l'origine d'une diminution importante de son débit. Entre 1953 et 2002, le débit du Jourdain à l'endroit où il se jette dans la mer Morte a été divisé par huit, passant de 1 250 m3 à un débit situé entre 160 et 200 m3. Cette diminution est une des causes principales de la réduction de la superficie de la mer Morte, laquelle a perdu près du tiers de sa surface au cours des cinquante dernières années.
La poursuite de cette diminution pose un risque majeur, tant écologique que géostratégique, dans une région à l'histoire déjà agitée.

## Pollution
Une petite section de la partie la plus septentrionale du Jourdain, les premiers 3 kilomètres sous la mer de Galilée, a été préservée pour le baptême et le tourisme local. Le tronçon le plus pollué est le tronçon de 100 kilomètres en aval, un cours d'eau sinueux depuis le point de confluence avec la rivière Yarmouk jusqu'à la mer Morte. Selon les écologistes, la pratique consistant à laisser couler les eaux usées dans la rivière a presque détruit l'écosystème du Jourdain. Le sauvetage du Jourdain pourrait prendre des décennies. En 2007, FoEME a désigné le Jourdain comme l'un des 100 sites écologiques les plus menacés au monde, en partie en raison du manque de coopération entre Israël et les États arabes voisins.

## Religion
Le Jourdain est mentionné plusieurs fois dans la Bible. C'était un lieu important pour les prophètes de l'Ancien Testament (le Tanakh). C'est l'une des limites de la Terre promise aux Hébreux menés par Moïse.
Selon les évangiles synoptiques, Jésus-Christ a été baptisé par Jean le Baptiste dans les eaux du Jourdain. Le fleuve est ainsi devenu un lieu de pèlerinage pour les chrétiens.
Le fleuve reflète une telle importance au sein du mandéisme, que le terme « Jourdain » est le nom que cette religion donne à tous les cours d'eau qui servent à leurs rites baptismaux.

## Archéologie
Au début des années 2000, des archéologues jordaniens ont pu repérer l'endroit probable où les chrétiens localisaient le baptême du Christ. Ils ont mis au jour les vestiges de trois églises. L'une d'entre elles comportait un escalier qui descendait dans l'eau. C'est-à-dire un mikve en hébreu : un bassin de purification hébraïque.

## Dates clés
(décembre 2022).

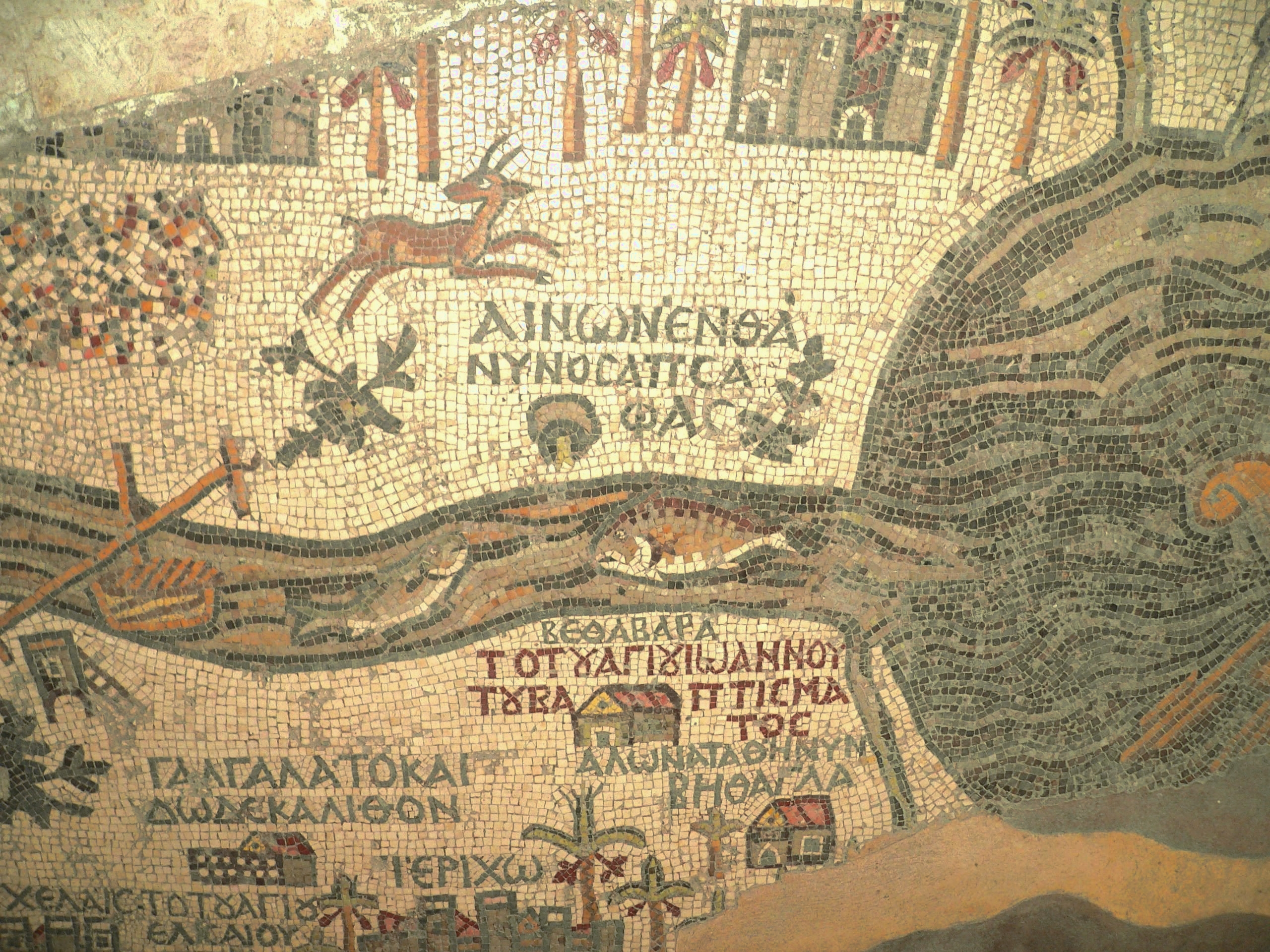
Carte de Madaba, du VIe siècle, représentant le Jourdain avec l'indication de Bethabara et l'embouchure dans la mer Morte.

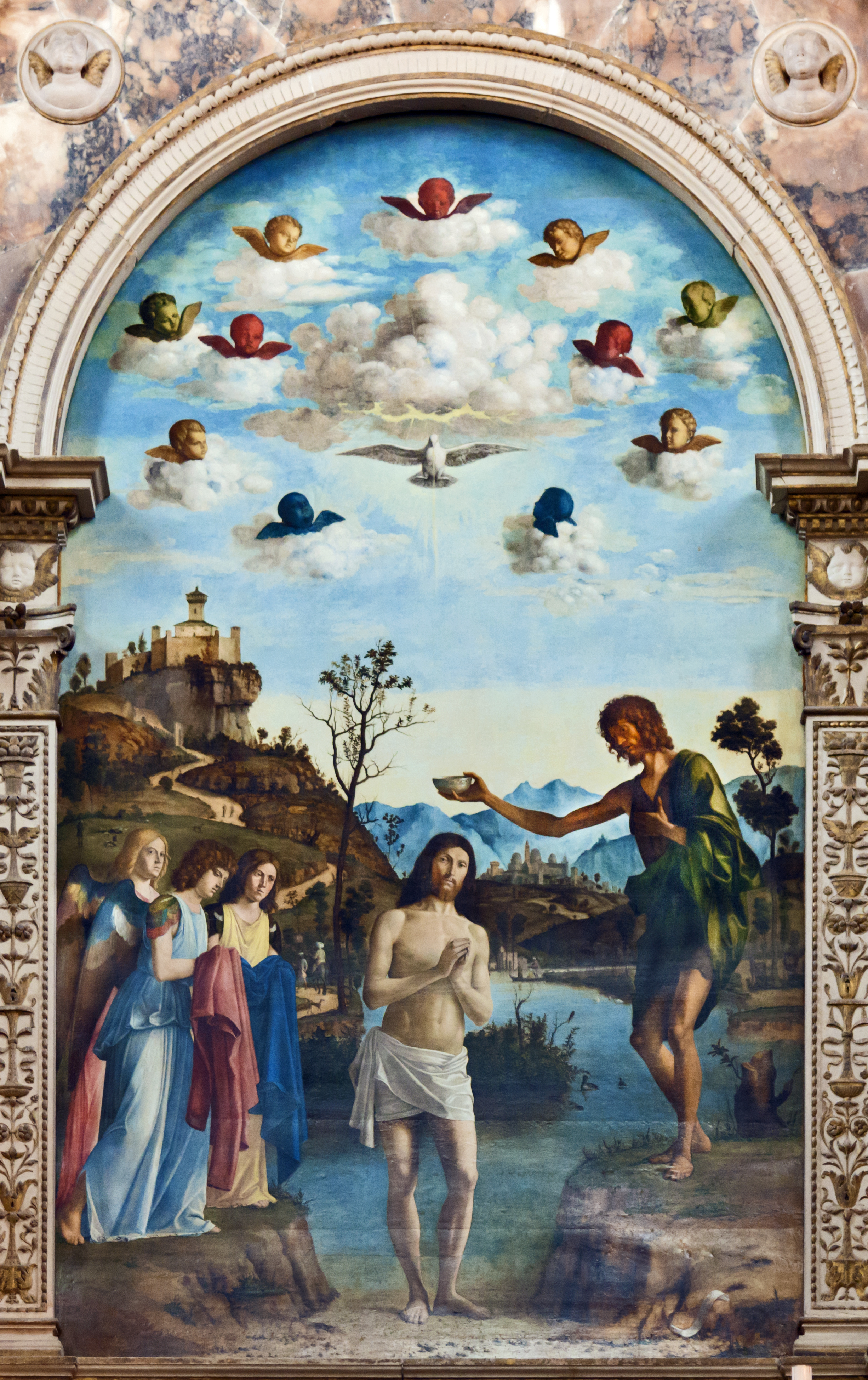
Le Baptême du Christ, par Cima da Conegliano.

- -1513-1210 avant notre ère : Moïse conduit les Hébreux vers la Terre promise « de miel et de lait » ou pays de Canaan. Il meurt sur le mont Nébo, qui domine la rive du Jourdain, entre 1473 av. J.-C. et 1200 av. J.-C. sans être entré en Canaan.

- -1355-1200 avant notre ère : « Josué dressa aussi douze pierres au milieu du Jourdain, à la place où s'étaient arrêtés les pieds des sacrificateurs qui portaient l'arche de l'alliance. » Josué 4:9[source insuffisante]

- 29 de notre ère : Jean baptise Jésus au gué de Beth Abara.

- 29 - 33 de notre ère : le Christ effectue la plupart de ses prédications non loin des rives du lac de Tibériade où il a marché sur l'eau selon les évangiles.

- 1947 : depuis le plan de partage de la Palestine de l'ONU, la rivière est un enjeu politique. Après la guerre de 1947 - 1949, l'État hébreu en occupe les sources.

- 1967 : la guerre des Six Jours permet à Israël de s'emparer de son cours aval, ligne de cessez-le-feu et du Golan qui en verrouille les sources Est.

- 1981 : le parlement israélien, la Knesset, entérine l'annexion du plateau syrien par la loi du plateau du Golan.